# Ludwigia grandiflora
Jussie à grandes fleurs
Espèce
Classification phylogénétique
Synonymes
- Jussiaea grandiflora Michx. - Basionyme
- Jussiaea uruguayensis Cambess.
- Ludwigia uruguayensis (Cambess.) H.Hara[1]

Ludwigia grandiflora, la ludwigie à grandes fleurs ou jussie à grandes fleurs, parfois appelée Grande Jussie, est une espèce de plantes à fleurs de la famille des Onagraceae. 
C'est une plante aquatique originaire d'Amérique du Sud et utilisée dans les aquariums d'eau douce. Introduite en Europe au XIXe siècle, elle a colonisé de nombreux étangs et cours d'eau et est aujourd'hui considérée comme une espèce de plante envahissante ou invasive dans de nombreux pays, notamment la France (de même que Ludwigia peploides, espèce proche).
En Europe, Ludwigia grandiflora est inscrite depuis 2016 dans la liste des espèces exotiques envahissantes préoccupantes pour l’Union européenne. Cela signifie qu'elle ne peut pas être importée, cultivée, commercialisée, plantée, ou libérée intentionnellement dans la nature, et ce nulle part dans l’Union européenne.

## Caractéristiques générales
C'est une espèce aquatique herbacée se développant dans les eaux calmes. Elle possède de belles fleurs jaunes qui ont fait son intérêt ornemental, à l'origine de son introduction dans certains pays.
Ces plantes se reproduisent facilement par boutures, ce qui facilite leur prolifération.

## Causes et conséquences de la prolifération
La Jussie rampante est originaire d’Amérique du sud. Elle a été introduite en Afrique, Amérique du Nord (Etats du Sud et du Sud-Ouest des Etats-Unis), en Australie et en Europe, principalement pour fleurir les bassins et les aquariums.
Elle s’est rapidement répandue dans plusieurs pays européens où elle a colonisé de nombreux plans d'eau et cours d'eau.
En France, la Jussie rampante et la Jussie à grandes fleurs (Ludwigia grandiflora) ont été signalées comme ayant été accidentellement introduites dès 1820-1830 dans le Lez à Montpellier, puis rapidement considérées comme naturalisées dans le Gard et dans l’Hérault. De là elles ont gagné la Bretagne, le sud de la France puis remontent progressivement vers le nord et l'est.

## Les moyens légaux de lutte en France
Depuis l'arrêté ministériel du 2 mai 2007, JO n° 114 du 17 mai 2007, la commercialisation et le transport de cette espèce étaient interdits sur le territoire français, dans le but de limiter sa propagation.
Cet arrêté ministériel du 2 mai 2007 interdisant la commercialisation, l'utilisation et l'introduction dans le milieu naturel de Ludwigia grandiflora et Ludwigia peploides a été abrogé et remplacé par l'arrêté ministériel du 14 février 2018 relatif à la prévention de l'introduction et de la propagation des espèces végétales exotiques envahissantes sur le territoire métropolitain (JO du 22 février 2018).
Cette espèce est légalement inscrite sur la liste annexée à l'Arrêté du 14 février 2018 relatif aux espèces végétales exotiques envahissantes sur le territoire métropolitain.